# Chaetodon quadrimaculatus
Chaetodon quadrimaculatus es una especie de pez mariposa del género Chaetodon.
Es más conocido como pez mariposa de cuatro manchas debido a sus cuatro manchas blancas, dos en cada uno de sus perfiles, que tiene en el cuerpo, que a simple vista brillan como diamante. Es de color amarillo-anaranjado, y marrón en el dorso y en su franja que tiene atravesando sus ojos. Alcanza hasta 16 cm de longitud.
Prefiere vivir solo o en pareja, en arrecifes coralinos a entre 2 y 15 metros de profundidad. Abunda en las costas del Océano Pacífico, incluyendo las islas como Hawái.